# (303712) 2005 PR21
(303712) 2005 PR21 est un objet transneptunien faisant partie des cubewanos, de magnitude absolue 6,1. Son diamètre est estimé à 156 km.
Un satellite nommé S/2008 (303712) 1 a été découvert en 2008, il aurait un diamètre de 94 km, les distance entre les deux objets serait d'environ à 3 600 km,.